# إبراهيم آل حترش
إبراهيم آل حترش لاعب كرة قدم سعودي.

## مسيرة اللاعب
لعب سابقاً في نادي نجران ونادي ضمك ونادي الدرعية ونادي الشرق والصقر.